# Het geslacht Kinkel
Het geslacht Kinkel is het 67ste stripverhaal van De Kiekeboes. De reeks wordt getekend door striptekenaar Merho. Het album verscheen in oktober 1995.

## Verhaal
Charlotte Kiekeboe heeft een wedstrijd in de Top Roddel gewonnen en de familie Kiekeboe mag exclusief de opnames van de 1000ste aflevering van de soapserie ‘’Het geslacht Kinkel’’ bijwonen. Tijdens de opnames is er een scène waarbij iemand wordt neergeschoten. Tijdens de repetitie loopt alles vlekkeloos, maar tijdens de echte opname wordt de actrice, Emmy Award, echt doodgeschoten. De neprevolver is dus vervangen door een echte revolver. De politie wordt erbij gehaald en ondervragen de hele cast en crew. Konstantinopel gaat zelf op zoek naar de dader. In de kleedkamer van de neergeschoten actrice betrapt hij een zonderlinge figuur, die is uit het handtasje van Emmy aan het stelen is: een servet met daarop een telefoonnummer. Konstantinopel wordt betrapt en vlucht weg. Hij kan echter de figuur uitschakelen. Hij wil het servet meenemen, maar de figuur komt bij en Konstantinopel trekt het servet in tweeën. Uiteindelijk blijkt niet die figuur achter de aanslag te zitten, maar wel een collega-actrice, de jaloerse Ann Tendeu.